# Barouéli (Kreis)

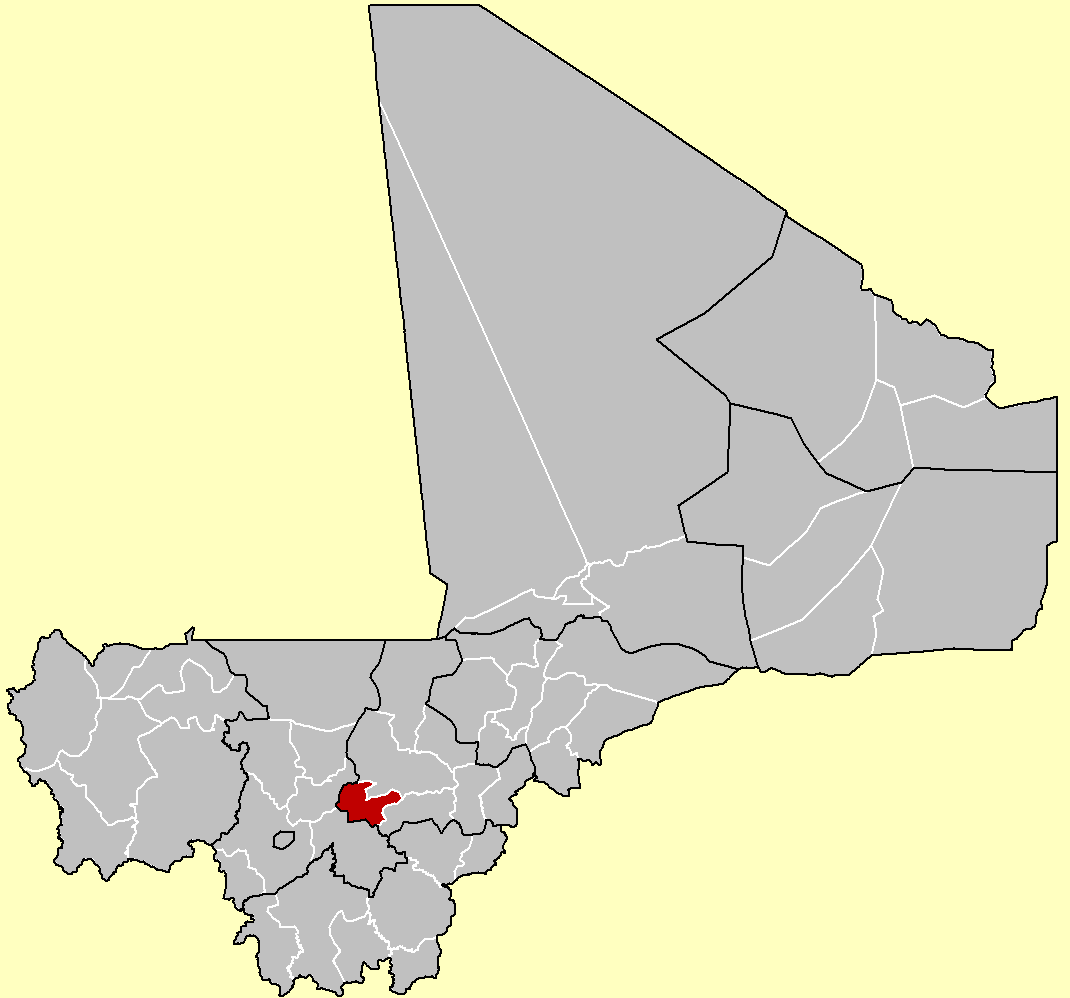
Kreis Barouéli

Barouéli ist der Name eines Kreises (franz. cercle de Barouéli) in der Region Ségou in Mali.
Der Kreis teilt sich in 11 Gemeinden, die Einwohnerzahl betrug beim Zensus 2009 203.550 Einwohner. (Zensus 2009)
Gemeinden: Barouéli (Hauptort), Boidié, Dougoufié, Gouendo, Kalaké, Konobougou, N’Gassola, Sanando, Somo, Tamani, Tesserela. 